# Ranoidea macki
Ranoidea macki – gatunek płaza bezogonowego z podrodziny Pelodryadinae w rodzinie rzekotkowatych (Hylidae). Endemit indonezyjskiej części Nowej Gwinei.

## Występowanie
Obecność płaza zanotowano dotychczas w dwóch miejscach w zachodniej części Nowej Gwinei, w indonezyjskiej prowincji Papua. Podejrzewa się, że w rzeczywistości zamieszkuje on większy obszar.
Płaz bytuje na wysokościach mieszczących się w przedziale 550–1200 metrów nad poziomem morza.
Siedlisko tego kręgowca to burzliwe strumienie i ich okolice w lasach deszczowych o gęstej koronie.

## Rozmnażanie
Prawdopodobnie płazy te rozradzają się w strumieniach o wartkim nurcie, w których żyją.

## Status
W Czerwonej księdze gatunków zagrożonych IUCN płaz ten od 2020 roku klasyfikowany jest jako gatunek najmniejszej troski (LC, ang. Least Concern); wcześniej, od 2004 roku uznawano go za gatunek niedostatecznie rozpoznany (DD, ang. Data Deficient).
W obszarze swego występowania jest liczny. Trend liczebności populacji nie jest znany, ale z uwagi na spadki liczebności innych rzekotkowatych w tej części świata istnieje potrzeba określenia go i monitorowania.
Ponieważ region ten leży w dość odludnej okolicy, nie wymienia się żadnych poważnych zagrożeń mogących przyczynić się do wymarcia gatunku.